# مازدا فوراي
مازدا فوراي (マツダふうらい) سيارة مبتكرة كشف عنها في 27 ديسمبر 2007 والتي صنعت من قبل مازدا. تم إصدار صورة دعائية للسيارة في 11 ديسمبر 2007. ظهرت فوراي لأول مرة رسميا في معرض أمريكا الشماليةة الدولي للسيارات 2008 في ديترويت.
الفوراي (風籟 Fūrai)، تعنى "صوت الريح"، هي النموذج الخامس  من سيارات مازدا ناغاري للسيارات المبتكرة التي صنعتها مازدا منذ عام 2006. واستند هيكل السيارة على كوراج كومبيتيتيون C65 لو مان بروتوتايب الذي إستخدمته مازدا في الماضي للتنافس في سلسلة لومان الأمريكية، لموسمين وكان مصمم لاستخدام وقود الإيثانول E100، الذي كان مدعوما من خلال تعديلها بشكل كبير لمحرك 20بي 3-فانكيل المقدر قوته بـ450 حصانا (340 كيلوواط). وقد تم تطوير المحرك وبناؤه من قبل تونر روتاري الشهير، راسينغ بيت، الذي قام أيضا ببناء اسطوانة كاتم للصوت على شكل مروحة-دوارة. وذلك لثلاث نماذج في العالم.
حملت الرقم 55 والتي فازت بسباق 24 ساعة في لومان لعام عام 1991. يذكر ان “مازدا 787 بي”.
على عكس العديد من السيارات المبتكرة، وفوراي كانت تعمل بكامل طاقتها واختبارها في مختلف المسارات. سابقت في لاغونا سيكا وبوتونويلو.
وقال رئيس المصممين لورينز فان دن آكر في مقابلة مع مجلة توب جير أنه كان من الممكن استخدام الفوراي للسباق في لومان، كما كان لديه آمال قوية في أن يتم جلب السيارة إلى السوق.
مازدا فوراي كما يبدو ظهرت في العديد من  ألعاب الفيديو مثل غران توريزمو، فورزا، غريد، أسفلت وجي تي راسينغ. بالإضافة إلى ذلك، تم صنع لعبة مقولبة للسيارة من قبل هوت ويلز.

## حادث 2008

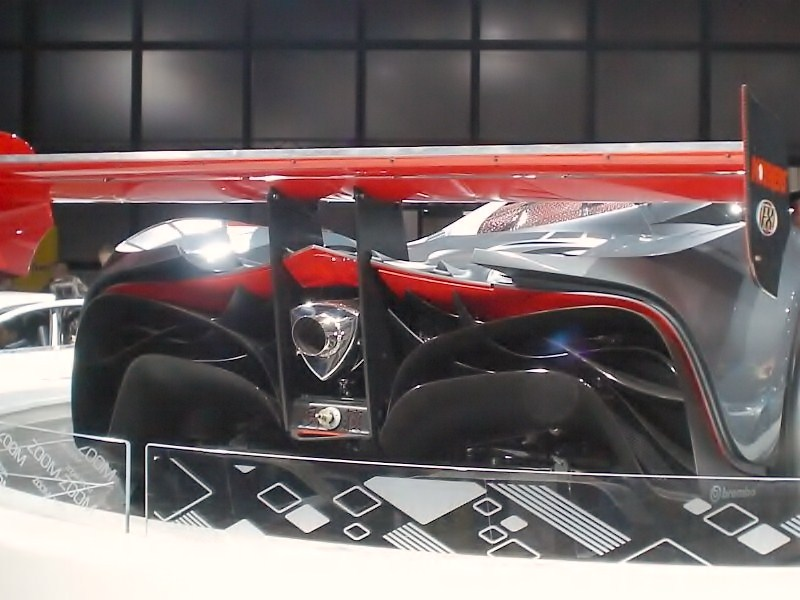
الجناح والعادم بالتفصيل من مازدا فوراي عرضت في عام 2008 في معرض السيارات الكندي الدولي.

وفي سبتمبر 2013، تبين أن السيارة قد دمرت بالنار أثناء اختبارات الطرق التي أجرتها توب جير في عام 2008.
في 29 نوفمبر 2013، تكلمت مجلة توب جير عن القصة لزوال فوراي العامة. وأوضحت أن السيارة اشتعلت فيها النيران أثناء جلسة التصوير في منتزهات بينتواترز في 19 أغسطس 2008، الساعة 11:52 صباحا. وكان سائق مارك تيسهورست يجرب الفوراي عندما اشتعلت النار في حجرة المحرك، استطاع تيسهورست الهروب من السيارة قبل وصول الحريق إلى منطقة المقصورة. وبسبب موقع الحادث، لم تكن طواقم الإطفاء على علم بالحادث، واستغرقت عدة دقائق للوصول إلى الفوراي. وبحلول هذا الوقت، كانت السيارة غارقة تماما في النيران. استغرق الحريق حوالي ثماني دقائق لينطفئ، والفوراي تدمرت نتيجة لذلك. على الرغم من أن بقايا السيارة تم نقلها في البداية إلى استوديو التصميم المتقدم لمازدا في إيرفين بولاية كاليفورنيا، فإن الموقع النهائي لبقايا الفوراي المتفحمة لا يزال مجهولا حتى يومنا هذا.